# Episodi di Heroes (quarta stagione)
La quarta e ultima stagione della serie televisiva Heroes, coincidente con il quinto volume della serie, intitolato Redenzione (Redemption nella versione originale), è stata trasmessa negli Stati Uniti dalla NBC dal 21 settembre 2009 all'8 febbraio 2010.
In Italia, la quarta stagione è stata trasmessa dal 22 marzo al 26 luglio 2010 su Steel, canale pay della piattaforma Mediaset Premium, e in chiaro dal 1º al 22 dicembre 2010 su Italia 1.
La versione DVD è uscita negli Stati Uniti il 3 agosto 2010 e in Europa il 4 ottobre dello stesso anno. In Italia è uscita il 23 febbraio 2011.
L'antagonista principale della stagione è Samuel Sullivan.
| nº | Titolo originale          | Titolo italiano           | Prima TV USA      | Prima TV Italia |
| -- | ------------------------- | ------------------------- | ----------------- | --------------- |
| 1  | Orientation               | Orientamento              | 21 settembre 2009 | 22 marzo 2010   |
| 2  | Jump, Push, Fall          | Salta, spingi, cadi       | 21 settembre 2009 | 29 marzo 2010   |
| 3  | Ink                       | Inchiostro                | 28 settembre 2009 | 5 aprile 2010   |
| 4  | Acceptance                | Accettazione              | 5 ottobre 2009    | 12 aprile 2010  |
| 5  | Hysterical Blindness      | Cecità isterica           | 12 ottobre 2009   | 19 aprile 2010  |
| 6  | Tabula Rasa               | Tabula rasa               | 19 ottobre 2009   | 26 aprile 2010  |
| 7  | Strange Attractors        | Strani attrattori         | 26 ottobre 2009   | 3 maggio 2010   |
| 8  | Once Upon a Time in Texas | C'era una volta in Texas  | 2 novembre 2009   | 10 maggio 2010  |
| 9  | Shadowboxing              | Combattimento a vuoto     | 9 novembre 2009   | 17 maggio 2010  |
| 10 | Brother's Keeper          | Guardiano di mio fratello | 16 novembre 2009  | 24 maggio 2010  |
| 11 | Thanksgiving              | Ringraziamento            | 23 novembre 2009  | 31 maggio 2010  |
| 12 | The fifth stage           | La quinta fase            | 30 novembre 2009  | 7 giugno 2010   |
| 13 | Upon This Rock            | Su questa pietra          | 4 gennaio 2010    | 14 giugno 2010  |
| 14 | Let It Bleed              | Lascia che sanguini       | 4 gennaio 2010    | 21 giugno 2010  |
| 15 | Close to You              | Accanto a te              | 11 gennaio 2010   | 28 giugno 2010  |
| 16 | Pass/Fail                 | Promosso/bocciato         | 18 gennaio 2010   | 5 luglio 2010   |
| 17 | The Art of Deception      | L'arte dell'inganno       | 25 gennaio 2010   | 12 luglio 2010  |
| 18 | The Wall                  | Il muro                   | 1º febbraio 2010  | 19 luglio 2010  |
| 19 | Brave New World           | Il mondo nuovo            | 8 febbraio 2010   | 26 luglio 2010  |

## Orientamento
- Titolo originale: Orientation
- Diretto da: David Straiton
- Scritto da: Tim Kring

### Trama
Claire comincia a frequentare il college e conosce la sua compagna di stanza Annie; Ando e Hiro, a Tokyo, hanno messo in piedi un progetto che si chiama "eroe a noleggio" e ricevono la prima telefonata di lavoro dopo le lamentele di Kimiko, mentre Peter ha ripreso a fare il paramedico a New York. Angela chiama Noah comunicandogli che molti uomini di Danko sono morti per mano di Tracy; questa, subito dopo, tenta di annegarlo, ma Danko lo salva e gli propone di ucciderla insieme. Claire conosce un'altra ragazza, Gretchen, che la riconosce per l'omicidio al liceo di Odessa mentre Hiro, dopo aver usato i suoi poteri per il nuovo lavoro, sembra incapace di ritornare alla normalità. Angela si incontra con Sylar, che è sempre convinto di essere Nathan, e subito dopo chiama Matt, dicendogli che la personalità del killer sembra riemergere. Questi riscopre alcuni dei suoi poteri mentre Noah va a trovare Claire al college. Lydia, una ragazza che lavora nella fiera dei fratelli Sullivan, li mette in guardia da Danko: Samuel Sullivan invia allora il sottoposto Edgar a ucciderlo. Noah si incontra con Tracy tentando inutilmente di farle cambiare idea per provare a fare altrettanto con Danko, al quale poi fa rimuovere i ricordi dall'Haitiano. Tracy arriva a casa di Danko e quando scopre che questi ha perso la memoria fa per andarsene; in quel momento arriva però Edgar che uccide il soldato, poiché voleva riavere un certo oggetto, e che poi fugge dopo aver tentato inutilmente di uccidere Tracy. Ando riesce a far riprendere Hiro: questi gli comunica che i suoi sbalzi di potere sono il sintomo di una malattia mortale, per poi tornare involontariamente a quattordici anni prima nel luna park dove si sacttò una foto con Ando e Kimiko.
- Altri personaggi: Robert Knepper (Samuel Sullivan), Ray Park (Edgar), Rachel Malvine (Annie), Madeline Zima (Gretchen), Dawn Olivieri (Lydia).

## Salta, spingi, cadi
- Titolo originale: Jump, Push, Fall
- Diretto da: Ed Bianchi
- Scritto da: Adam Armus e Nora Kay Foster

### Trama
Lydia avverte Samuel della pericolosità di Hiro e l'uomo chiede all'anziano Arnold di mandarlo al momento in cui il giapponese giunse nel luna park quattordici anni prima. Claire scopre la morte della coinquilina Annie mentre Matt ha un'allucinazione in cui Sylar gli ordina di farlo tornare come prima. Tracy chiama Noah e gli mostra il cadavere di Danko mentre Hiro, nel passato, viene avvicinato da Samuel, che gli fa modificare il passato così che nel presente Ando e Kimiko si amino. Noah e Tracy scoprono che l'oggetto che Edgar voleva è una chiave, che si trovava nel corpo di Danko; l'uomo si reca quindi da Peter e, dopo avergli mostrato la chiave, che dovrebbe aprire una cassetta di sicurezza di una banca, lo convince a collaborare. Gretchen spinge Claire a investigare sulla morte di Annie mentre Noah e Peter scoprono che nella cassetta c'è una bussola molto simile a quelle di Samuel: subito dopo arriva Edgar, ma Peter, dopo aver copiato i suoi poteri, lo mette in fuga. I due scoprono che la bussola reagisce al contatto con Peter, ma questi si rifiuta di lasciare la sua vita ritrovata e si separano. Matt ha un'altra visione su Sylar mentre Hiro, dopo aver confessato ad Ando quello che ha fatto, decide di rimediare agli errori che ha commesso nel passato. Le visioni di Matt peggiorano mentre Peter, durante un turno di lavoro, soccorre Noah, che gli dice che gli è stata rubata la bussola. Tracy fa visita a Noah in ospedale mentre Matt cede alle tentazioni della visione su Sylar usando il suo potere per tenere lontano il fattorino, che l'uomo sospetta abbia una relazione con Janice. Gretchen vede Claire usare i suoi poteri per capire com'è morta Annie mentre Samuel, dopo che Edgar gli consegna la bussola, fa usare il suo potere a Lydia, che gli mostra Claire, Peter e Sylar. 
- Altri interpreti: Jack Wallace (Arnold).

## Inchiostro
- Titolo originale: Ink
- Diretto da: Roxann Dawson
- Scritto da: Aron Eli Coleite

### Trama
Samuel trova Peter e lo accusa di averlo curato male mentre lo soccorreva dopo un incidente; nel frattempo Sylar riesce ad usare più volte la sua abilità contro lo stesso Matt, allo scopo di indurlo a farlo ritornare nel suo originale corpo. Claire, dopo essere stata scoperta da Gretchen, le rivela tutto sui suoi poteri e la invita a dividere con lei la stanza al college, riuscendo anche a convincere il padre della buona fede della ragazza. Emma, una ragazza sorda che lavora nello stesso ospedale di Peter, si accorge di poter vedere i suoni mentre Samuel, dopo aver provocato un grave incidente e aver convinto Peter a riscattarsi, gli applica lo stesso tatuaggio che ha lui.
- Altri interpreti: Deanne Bray (Emma).

## Accettazione
- Titolo originale: Acceptance
- Diretto da: Christopher Misiano
- Scritto da: Bryan Fuller

### Trama
Hiro decide di continuare ad ogni costo a tentare di rimediare agli errori del passato, accettando di fare da testimone alle nozze tra la sorella e Ando, che si terranno di lì ad un anno. Tracy torna a lavorare con il governatore Malden mentre Peter fa visita a Noah; l'uomo si rifiuta di rientrare nella lotta attiva e poco dopo i due vengono raggiunti da Claire. Nathan raggiunge Peter e gli mostra i poteri che ha iniziato a manifestare mentre Claire tenta di aiutare il padre a trovare un lavoro. Hiro capisce che deve comunicare alla sorella la sua malattia e dopo averlo fatto sparisce mentre Tracy, dopo aver parlato con Noah, si licenzia. Lydia mostra a Samuel un tatuaggio su Noah mentre Nathan viene ucciso da un sicario di Milly, l'amica di Angela cui il senatore aveva confessato di aver causato la morte della figlia; pochi secondi dopo essere stato sepolto, tuttavia, Sylar riemerge.

## Cecità isterica
- Titolo originale: Hysterical Blindness
- Diretto da: SJ Clarkson
- Scritto da: Joe Pokaski

### Trama
Sylar, mentre vaga in stato confusionale, viene arrestato mentre Peter, dopo aver salvato Emma da un incidente stradale, copia il suo potere. Claire scopre che Gretchen è un po' troppo interessata alla sua storia personale mentre Peter ed Emma fanno conoscenza. Dopo essere stato identificato, Sylar usa involontariamente i suoi poteri per fuggire mentre Claire e Gretchen vengono invitate al ricevimento serale della confraternita che frequentava la madre della cheerleader e, in seguito ad un incidente che si verifica durante la serata, Gretchen bacia Claire confessandole di essersi infatuata di lei. Rebecca, capo della confraternita con il potere dell'invisibilità e vera autrice di tutti gli eventi sinistri capitati nel campus, torna da Samuel per riferire le notizie su Claire, una dei possibili sostituti del fratello dell'uomo Joseph (deceduto all'inizio della serie), mentre Sylar, raggiunta la psichiatra della polizia, continua la sua fuga. Hiro arriva da Peter mentre Emma scopre che il suo potere può causare dei danni all'ambiente esterno; Sylar, infine, giunge al luna park di Samuel.
- Altri interpreti: Ernie Hudson (Capitano Lubbock), Tessa Thompson (Rebecca).

## Tabula rasa
- Titolo originale: Tabula Rasa
- Diretto da: Jim Chory
- Scritto da: Rob Fresco

### Trama
Peter copia il potere di Hiro per salvarlo dalla sua malattia per poi dire ad Emma di confrontarsi col giapponese per capire meglio i suoi poteri. Peter arriva a casa di Noah trovandovi anche Claire in cerca di un guaritore per Hiro mentre Sylar è tormentato dai ricordi di Nathan. Sylar, grazie ad uno dei circensi, Damien, recupera i suoi ricordi, dai quali è terrorizzato, mentre Hiro cerca di convincere Emma che il suo potere non è una maledizione. Noah e Peter trovano in Georgia un ragazzo, Jeremy, che fu sotto osservazione dell'Impresa per i suoi poteri da guaritore; Peter ne copia, con qualche vicissitudine, il potere mentre Noah poi si occupa di lui. Sylar viene convinto da Samuel ad occuparsi di Lubbock: il killer si limita ad intimidirlo, ma subito dopo Edgar lo uccide. Hiro, dopo aver convinto Emma che il suo potere fa parte di lei, scompare per ricercare Charlie mentre Sylar diventa ufficialmente parte della famiglia di Samuel, che intende risvegliare il lato più sanguinario del killer per servirsene. Peter torna all'ospedale e Emma lo informa che Hiro se n'è andato: il giapponese è infatti tornato tre anni nel passato, alla locanda in cui lavorava Charlie. 
- Altri interpreti: Harry Perry III (Damien), Mark L. Young (Jeremy).

## Strani attrattori
- Titolo originale: Strange Attractors
- Diretto da: Tucker Gates
- Scritto da: Juan Carlos Coto

### Trama
Noah chiede aiuto a Tracy per far scarcerare Jeremy mentre Claire e Gretchen vengono condotte da Rebecca, assieme ad altre ragazze, in un mattatoio in disuso per l'iniziazione nella confraternita. Matt ha dei problemi sempre più gravi nel gestire la parte di Sylar intrappolata nella sua mente mentre Tracy viene avvicinata da Samuel. Matt rivela tutto a Janice e la convince ad andarsene con il figlio per poi scoprire che l'alcol disturba Sylar mentre Noah e Tracy riescono a far uscire Jeremy, che subito dopo essere uscito uccide involontariamente un uomo e si riconsegna spontaneamente alla polizia. Matt sembra sconfiggere Sylar mentre Claire riesce ad allontanare Rebecca, che usando il suo potere tenta più volte di ferire le ragazze. Tracy e Noah trovano il corpo di Jeremy, ucciso dal vicesceriffo, e la donna decide di tornare da Samuel mentre Sylar assume definitivamente il pieno controllo del corpo di Matt. Samuel, infine, distrugge grazie ai suoi poteri la centrale di polizia.

## C'era una volta in Texas
- Titolo originale: Once Upon a Time in Texas
- Diretto da: Nate Goodman
- Scritto da: Aron Eli Coleite e Aury Wallington

### Trama
Hiro, tornato tre anni nel passato al locale dove lavora Charlie, incrocia Sylar e successivamente viene avvicinato da Samuel, tornato nel passato grazie all'anziano membro del suo circo, mentre Noah, sempre nel locale, si confronta con Lauren, un'agente dell'Impresa con la quale intrattiene un'intima amicizia. Hiro salva Charlie da Sylar grazie al suo potere per poi spedire il sé stesso dell'epoca sei mesi nel passato per preservare il continuum spaziotemporale. Lauren e Noah, dopo essersi baciati, decidono di collaborare in vista dell'Homecoming per salvare Claire mentre Hiro convince Sylar a salvare Charlie dall'aneurisma che sta per ucciderla in cambio delle informazioni sul futuro. Noah dice a Lauren di amare la sua famiglia e le chiede di nuovo aiuto, che la donna gli concede facendosi poi cancellare la memoria, mentre Samuel riesce a costringere Hiro ad aiutarlo intrappolando Charlie in un altro tempo: la prima cosa che il circense gli chiede è quella di fermare l'errore che commise otto settimane prima, cioè uccidere Mohinder. 
- Altri interpreti: Elisabeth Röhm (Lauren Gilmore).

## Combattimento a vuoto
- Titolo originale: Shadowboxing
- Diretto da: Jim Chory
- Scritto da: Misha Green e Joe Pokaski

### Trama
Peter usa il potere di Jeremy per salvare vite, cosa che però lo indebolisce molto, mentre Matt fa finire Sylar su una no fly list e Nathan vola via dal circo. Noah e l'Haitiano arrivano al college di Claire per aiutarla con Rebecca mentre Sylar uccide un uomo così da far ricadere la colpa su Matt, che scopre di avere un notevole controllo sul killer. Gretchen, terrorizzata dalla situazione, lascia la stanza nonostante le richieste di Claire, che subito dopo viene raggiunta da Samuel. Noah incontra Rebecca, in cerca di vendetta nei confronti dell'uomo perché questi uccise il padre della ragazza quando lavorava per l'Impresa; la ragazza subito dopo fugge e Noah raggiunge la figlia e Samuel, che viene salvato dalla ragazza invisibile. Matt spiega a Sylar cosa gli ha fatto facendo poi in modo che la polizia lo uccida sacrificandosi pur di fermare il killer mentre Emma, dopo aver aiutato Peter all'ospedale, decide di riprendere gli studi in medicina interrotti dopo la morte del nipote. Samuel, tornato al circo con Rebecca, viene informato che Sylar è scappato: questi, infatti, assunto di nuovo l'aspetto di Nathan, arriva a casa di Peter in cerca di aiuto.
- Curiosità: nell'episodio si scopre che il nome dell'Haitiano è René.

## Guardiano di mio fratello
- Titolo originale: Brother's Keeper
- Diretto da: Bryan Spicer
- Scritto da: Rob Fresco e Mark Verheiden

### Trama
Samuel invia Hiro otto settimane nel passato così da recuperare da Mohinder il filmato sui fatti di Coyote Sands. Nathan e Peter arrivano all'ufficio del senatore e poco dopo vengono raggiunti da Renè, mentre Claire trova nell'appartamento del padre Tracy, che non controlla più il suo potere. Nove settimane prima Mohinder trova, tra gli oggetti del padre, il nastro inerente alla nascita di Samuel a Coyote Sands, scoprendo che la vicinanza di altri soggetti con poteri lo rafforza. Peter e Nathan, seguendo le indicazioni di Renè, scoprono il cadavere del vero Nathan e decidono di andare da Matt: Peter lo cura e il detective gli racconta tutto, non riuscendo però a impedire che Sylar rientri in Nathan lasciando il suo corpo. Otto settimane addietro Mohinder raggiunse il circo trovando Joseph, il fratello di Samuel, che gli spiegò di sapere qual è il potere del fratello e di essere in grado di fermarlo; un attimo prima di distruggere il filmato, tuttavia, Hiro lo recupera, salvando poi Mohinder da Samuel e imprigionandolo in un manicomio. Tracy, infine, si incontra con Samuel. 
- Altri interpreti: Andrew Connolly (Joseph Sullivan).

## Ringraziamento
- Titolo originale: Thanksgiving
- Diretto da: Seith Mann
- Scritto da: Adam Armus e Kay Foster

### Trama
Noah incontra Lauren e la invita alla cena del Ringraziamento mentre Peter e Nathan chiedono alla madre delle spiegazioni su quanto rivelato loro da Renè e Matt. Edgar e Lydia scoprono che Hiro ha modificato il passato per Samuel ma che Joseph non è tornato in vita: la donna lo fa quindi tornare al giorno in cui Joseph morì. Angela confessa ai figli la verità mentre Claire, alla cena di Noah, dice di voler lasciare il college. Hiro e Lydia assistono all'omicidio di Joseph per mano di Samuel mentre Sylar si risveglia. Samuel accusa Edgar della morte di Joseph: l'uomo fa per gettarsi sul gestore del circo, ma Hiro lo ferma promettendogli che la pagherà ad entrambi. Sylar arriva sul punto di uccidere Angela, ma Nathan si risveglia e fugge. Noah invita Gretchen alla cena e Claire, assieme a lei, finita la serata usa la bussola del padre per andare da Samuel. Questi fa modificare a Damien la memoria di Hiro, che subito dopo sparisce, mentre Peter si lancia alla ricerca del fratello. 
- Altri interpreti: Sasha Pieterse (Amanda).

## La quinta fase
- Titolo originale: The Fifth Stage
- Diretto da: Kevin Dowling
- Scritto da: Tim Kring

### Trama
Samuel, dopo la fuga di Edgar, sceglie un nuovo braccio destro, incaricandolo di recuperare alcuni documenti da casa di Noah, mentre questi, assieme a Lauren, scopre che Claire ha preso la bussola. La ragazza e Gretchen arrivano al luna park di Samuel mentre Peter, dopo aver copiato il potere di René, ovvero dell'Haitiano, si mette alla ricerca di Nathan. Sylar attacca Peter e i due cominciano a lottare: sfruttando i suoi nuovi poteri, il paramedico riesce ad immobilizzare il killer e a sconfiggerlo in un combattimento corpo a corpo dato che i poteri di Sylar sono bloccati grazie al potere di Peter e quindi a far riemergere il fratello. Noah confessa a Lauren il loro passato quando Eli, il sottoposto di Samuel, arriva a casa loro, portandosi via lo schedario di Noah. Nathan, ormai incapace di opporsi a Sylar, dice addio al fratello per poi gettarsi dalla cima del palazzo, lasciando definitivamente il posto al killer mentre Claire decide di rimanere al luna park finché non ricominceranno le lezioni.
- Altri interpreti: Todd Stashwick (Eli).

## Su questa pietra
- Titolo originale: Upon This Rock
- Diretto da: Ron Underwood
- Scritto da: Juan Carlos Coto

### Trama
Claire scopre l'archivio del padre nella roulotte di Samuel e l'uomo decide di farla sorvegliare da Eli mentre Hiro, a Tokyo, viene arrestato dopo aver salvato una donna. Samuel raggiunge Emma, appena respinta dall'università, mentre Ando scopre come interpretare le frasi di Hiro. Samuel chiede aiuto ad Emma per trovare un altro soggetto con poteri mentre Claire riesce a mettere le mani sullo schedario di Samuel, venendo però scoperta da Eric Doyle, anche lui accolto nel circo. Ando scopre che le frasi di Hiro rimandano al manicomio in cui è rinchiuso Mohinder, mentre Samuel, sfruttando il potere di Emma, avvicina Ian Michaels, un uomo dotato del potere di modificare la natura, consegnando poi alla donna una bussola. Claire convince Doyle a lasciarla andare e la ragazza si reca quindi da Lydia, che le dice tutta la verità, ma la ragazza viene poi fermata da Eli. Samuel conduce Claire nella valle in cui ha deciso di realizzare la loro nuova casa assieme a Ian; la ragazza viene poi a conoscenza della morte di Nathan. 
- Altri interpreti: Adam Lazarre-White (Ian Michaels).

## Lascia che sanguini
- Titolo originale: Let It Bleed
- Diretto da: Jeannot Szwarc
- Scritto da: Jim Martin

### Trama
Ottantasei ore prima della morte di Nathan, Peter e Noah si ritrovano per inscenare l'incidente aereo in cui far ritrovare il corpo del senatore. Nel presente Sylar ritorna al circo attaccando Samuel e venendo sconfitto mentre Noah, che non è andato alla veglia per volere di Claire, immobilizza a casa sua Edgar e lo interroga assieme a Lauren. Sylar copia il potere di Lydia tramite l'empatia mentre Angela chiede a Claire di aiutare Peter a superare il trauma della morte di Nathan. Claire e Peter sventano un attacco in un ufficio e hanno modo di discutere del comportamento del giovane mentre Noah, su suggerimento di Lauren, convince Edgar a parlare e collaborare contro Samuel usando le buone. Edgar riesce a fuggire, una volta capito che Noah ha intenzione di coinvolgere tutta la famiglia, mentre Sylar, dopo aver usato il potere copiato da Lydia, se ne va. Peter, grazie a Claire, copia il potere di West mentre Sylar, infine, si trova fuori dalla finestra della camera della ragazza, ritratta nel suo tatuaggio.

## Accanto a te
- Titolo originale: Close to You
- Diretto da: Roxann Dawson
- Scritto da: Rob Fresco

### Trama
Noah e Lauren rintracciano Vanessa Wheeler, la donna amata da Samuel, mentre Lydia, tramite il suo potere, riattiva il tatuaggio di Peter. Noah chiede aiuto a Matt mentre Hiro e Ando riescono a ritrovare Mohinder. Emma, grazie al suo potere, richiama Peter a casa sua e il giovane nota lo stesso disegno del suo tatuaggio sul violoncello donato alla donna da Samuel. Peter ed Emma vengono raggiunti da Angela, che tratta in modo molto brusco la donna, mentre Noah convince Vanessa a portarli da Samuel. Matt e Noah falliscono nel tentare di catturare Samuel mentre Angela rivela a Peter di aver avuto un sogno nel quale Emma ucciderà molte persone. Ando, Hiro e Mohinder riescono a fuggire mentre Noah e Matt consiglia a Noah di lasciar perdere e di tornare dalla sua famiglia. Peter, copiato il potere della madre, ha il suo stesso sogno su Emma, vedendo anche Sylar: il ragazzo arriva a casa della donna e distrugge lo strumento, al che Emma gli dice di non tornare più. Hiro, grazie ad Ando, ritorna in sé e teletrasporta tutti via mentre Vanessa scopre di non essere più in California. Lauren fa visita a Noah: i due si baciano, quando arrivano Ando, Hiro e Mohinder. 
- Altri interpreti: Kate Vernon (Vanessa Wheeler).

## Promosso/bocciato
- Titolo originale: Pass/Fail
- Diretto da: Michael Nankin
- Scritto da: Oliver Grigsby

### Trama
Sylar arriva al campus di Claire mentre Mohinder, dopo aver costruito una bussola per Noah, se ne va; in quel momento Hiro avverte un malore e sviene, sognando poi di essere imputato di aver infranto il codice dell'eroe. Sylar avvicina Claire dopo aver rapito Gretchen per uscire dalla crisi esistenziale che lo affligge, per poi baciarla così da usare il potere di Lydia; la ragazza, poi, riesce a liberarsi. Samuel mostra a Vanessa la casa che ha realizzato per lei ma la donna, pur baciandolo, si rifiuta di rimanere lì. Sylar si finge Gretchen spingendo Claire a confessare i suoi sentimenti mentre Hiro, dopo aver sognato sua madre, comincia a riprendersi. Samuel, sopraffatto dalla rabbia, distrugge un intero sobborgo mentre Sylar arriva a casa di Matt.

## L'arte dell'inganno
- Titolo originale: The Art of Deception
- Diretto da: SJ Clarkson
- Scritto da: Mark Verheiden e Misha Green

### Trama
Sylar arriva a casa di Matt per parlare con lui mentre Claire scopre che Noah ha ripreso a fare ciò che faceva prima. Sylar chiede a Matt di togliergli i poteri creando un blocco mentale mentre Peter arriva a casa di sua madre per parlare del sogno. Claire ritorna al luna park per parlare con Lydia, venendo però scoperta da Samuel, al quale dice di arrendersi a Noah. Quando l'uomo saluta la sua famiglia, lui e Claire vengono feriti; successivamente anche Lauren e Lydia vengono ferite e Noah scopre che si tratta di Eli, che poi lo stordisce. Lydia, dopo aver scoperto la verità, muore tra le braccia di Samuel mentre Janice dice a Matt che l'unico modo che ha per fermare Sylar è ucciderlo: il detective quindi lo intrappola in una illusione per poi murarlo vivo in casa sua. Emma arriva al luna park mentre Peter arriva a casa di Matt: il giovane copia il suo potere e tenta di liberare Sylar. Lauren chiama Tracy mentre Edgar scopre la morte di Lydia e Samuel decide di passare all'attacco.

## Il muro
- Titolo originale: The Wall
- Diretto da: Allan Arkush
- Scritto da: Adam Armus e Kay Foster

### Trama
Peter trova Sylar e gli spiega la situazione, chiedendogli aiuto per Emma, ma poi non riesce ad uscire dall'illusione di Matt. Samuel conduce Claire nella casa degli specchi, dove si trova Noah, mostrandole la vita passata dell'uomo. Lauren arriva al luna park, dove viene curata da Emma, alla quale rivela la verità, ma in quel momento arriva Samuel. Questi, dopo aver parlato con Claire, intrappola lei e Noah in una roulotte per poi partire alla volta di New York. Peter, dopo aver perdonato Sylar, riesce a farlo evadere per poi venire intercettati da Eli.

## Il mondo nuovo
- Titolo originale: Brave New World
- Diretto da: Adam Kane
- Scritto da: Tim Kring

### Trama
Peter e Sylar salvano Matt da Eli mentre Emma raggiunge Samuel a Central Park; questi la costringe ad usare il suo potere grazie a Doyle, mentre Matt tenta di impedire che Sylar esca da casa sua. Hiro e Ando trovano nell'ospedale Charlie, invecchiata di più di sessant'anni, mentre Sylar e Peter convincono Matt a dare loro un'ultima chance, ma il detective usa il suo potere sull'ex killer per controllarlo. Claire, per salvare il padre, comincia a scavare e, dall'acqua che filtra, arriva Tracy, che salva entrambi. Claire, Noah, Peter e Sylar arrivano a Central Park, dove Emma ha fatto radunare migliaia di persone: Noah convince Edgar a collaborare mentre Sylar si scontra con Doyle per salvare Emma. Hiro, vista la famiglia che Charlie si è fatta dopo essere stata lasciata nel 1944 da Samuel, decide di andare ad aiutare Noah, che ha chiamato Ando per avere aiuto. Emma e Sylar riescono a sconfiggere Doyle mentre Claire tenta di convincere le persone radunate ad andarsene: Edgar, Noah e Eli arrivano sul posto e Samuel viene definitivamente smascherato e abbandonato. Questi libera il suo potere, ma subito dopo arriva Peter, che ne copia il potere e comincia a combattere con lui mentre Hiro, potenziato da Ando, porta via tutti gli altri tranne Noah. Samuel viene portato via dall'Impresa mentre Claire, raggiunta dai giornalisti, mostra loro i suoi poteri come nei suoi videoclip.